# Брандон (Мисисипи)
Брандон (енгл. Brandon) град је у америчкој савезној држави Мисисипи.

## Демографија
По попису из 2010. године број становника је 21.705, што је 5.269 (32,1%) становника више него 2000. године.
| Група             | 2000.          | 2010.          |
| Белци             | 14.090 (85,7%) | 17.282 (79,6%) |
| Афроамериканци    | 1.954 (11,9%)  | 3.659 (16,9%)  |
| Азијати           | 95 (0,6%)      | 213 (1,0%)     |
| Хиспаноамериканци | 213 (1,3%)     | 358 (1,6%)     |
| Укупно            | 16.436         | 21.705         |